# 敦科維齊亞
48°19′2″N 22°55′2″E / 48.31722°N 22.91722°E
敦科維齊亞（烏克蘭語：Дунковиця）是烏克蘭西部的村莊，隸屬外喀爾巴阡州的胡斯特區。該村始建於1448年，面積1.4平方公里，海拔高度170米，2001年人口815，人口密度每平方公里580.48人。